# زبان سانسکریت

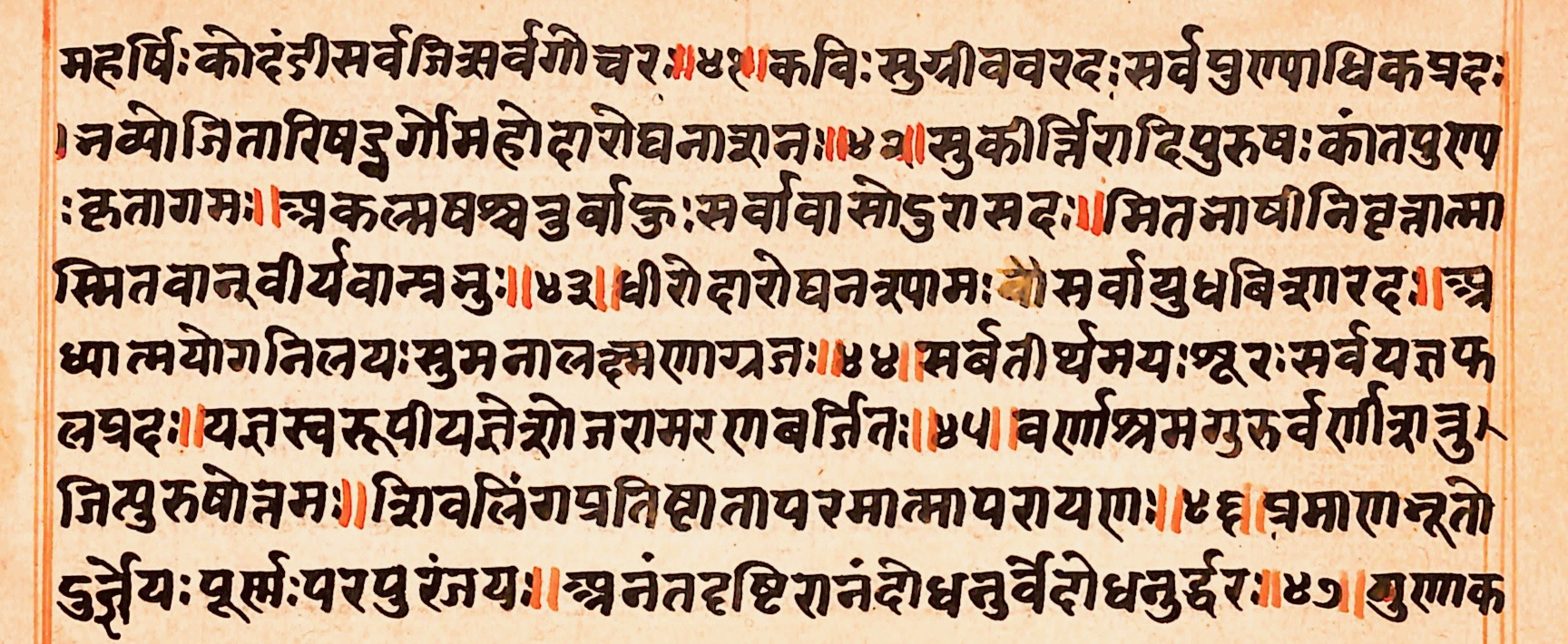
نوشته‌ای به زبان سانسکریت

سانسکریت یا سَنسکریت (saṃskṛtam संस्कृतम्) یکی از زبان‌های هندو-آریایی باستانی مردمان هندوستان و زبان دینی مذاهب هندوئیسم، بودیسم و جاینیسم می‌باشد که از دیدگاه زبان‌شناسی با زبان پارسی باستان که از زبانهای ایرانی باستان است، هم‌ریشه است و زبان سانسکریت؛ از خانواده یِ زبان‌های هندوآریایی به‌حساب می‌آید. نسک ارجمند وداها به این زبان است. در دوره یِ نوین، دانش سانسکریت کمک بسیاری به خوانش نبشته‌های این دو زبان باستانی کرده است. سانسکریت یکی از زبانهای رسمی ایالت اوتاراکند هند است. ویکی‌پدیا نسخه سانسکریت دارد که در سال ۲۰۰۳ راه‌اندازی شده است.

## بن و ریشه‌شناسی
واژه یِ سانسکریت از واژه یِ «سامس‌کَرْتَه» (خودساخته) مشتق شده و به معنی خودسازه است. این واژه بعدها معنی «فرهنگی» به خود گرفت و زبان سانکریت (سانسکریت واک) به معنی زبان فرهنگ بالا استفاده شد. به این زبان اصطلاحن دِوا باگا نیز گفته می‌شود که به معنی «زبان خدایان» است.

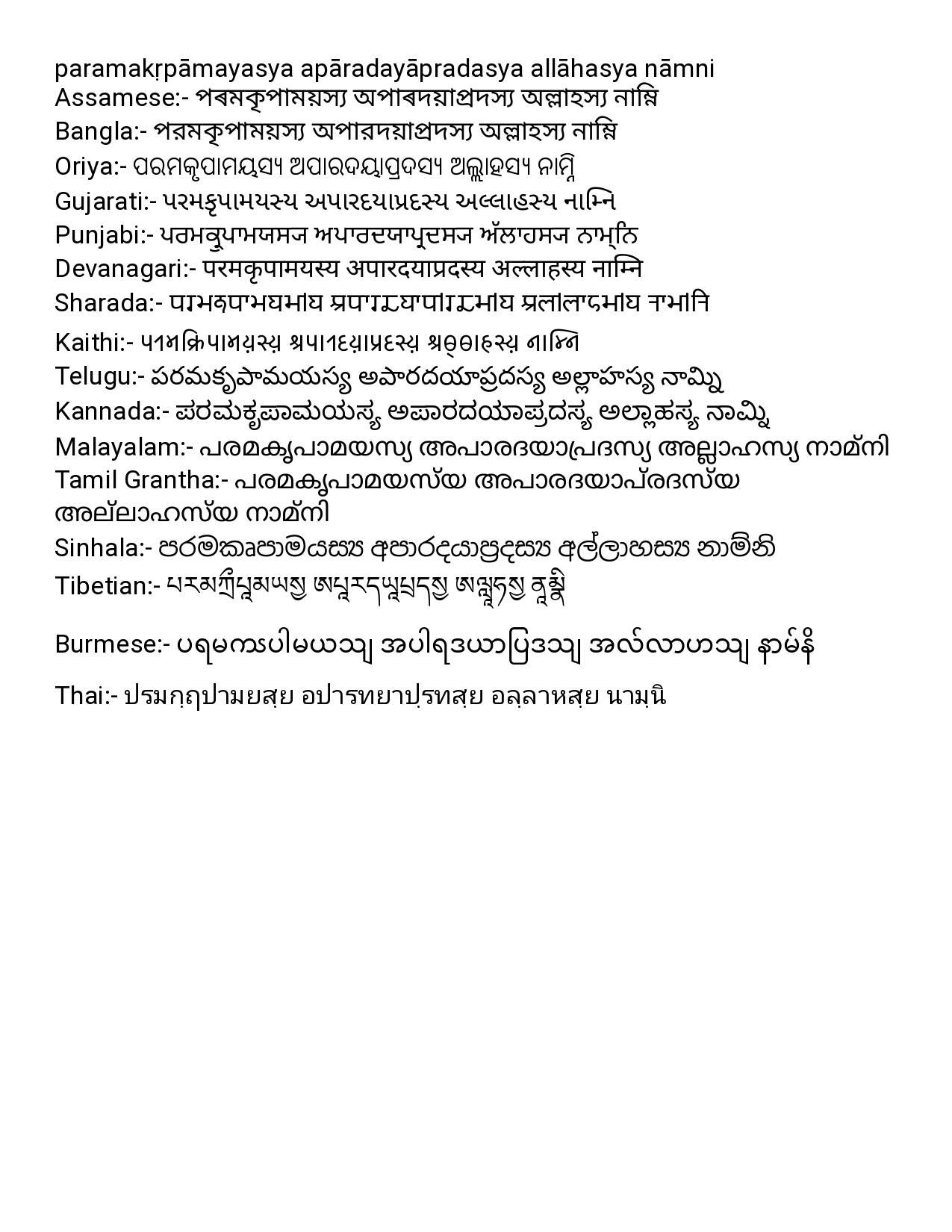
ترجمه بسم الله به سانسکریت با خط‌های مختلف.

### سانسکریتِ وِدایی

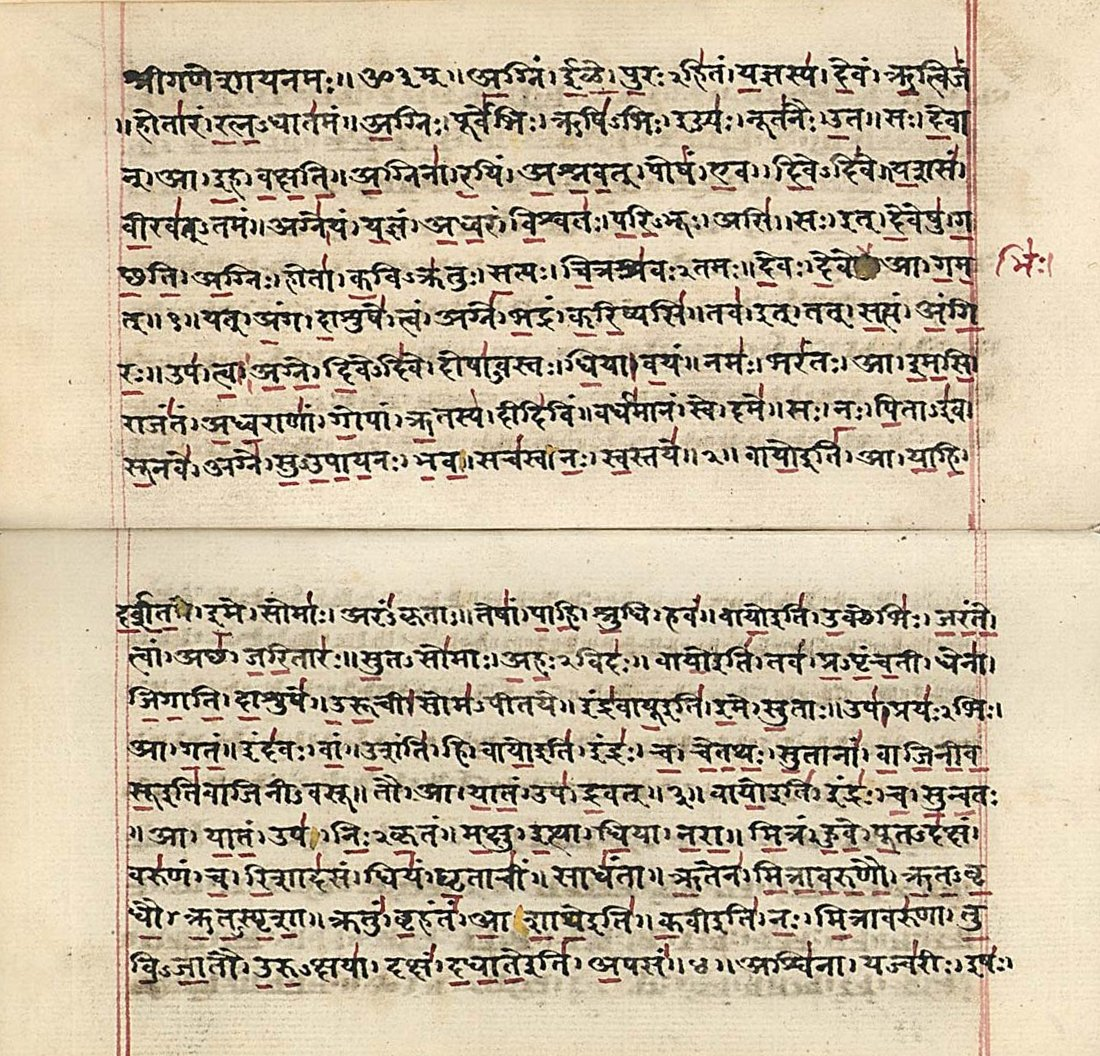
دست‌نویس ریگ‌ودا به خط دیواناگری، ابتدای قرن نوزده میلادی

متن‌های این زبان به سالهای ۱۵۰۰–۱۲۰۰ پیش از میلاد مسیح برمی‌گردد.

## سانسکریت کلاسیک
نوشته‌هایی که به هزاره‌های پس از میلاد و ۱۵۰۰ سال پیش برمی‌گردد.

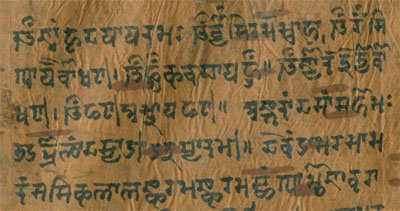
Kashmiri شایویسم manuscript in the Sharada script (c. 17th century)

## اهمیت زبان سانسکریت

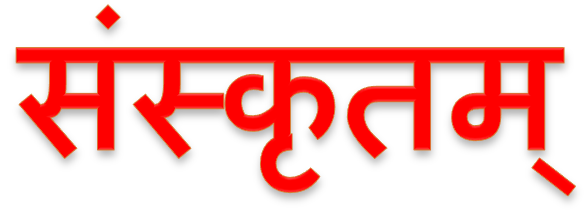
کلمه سانسکریت در دبیره دوانگاری

زبان سانسکریت تا قرن هجدهم برای اروپاییان ناشناخته بود. در این زمان استعمارگران انگلیسی که در هند به‌سر می‌بردند، در منطقه گجرات و رود سند متوجه شدند که واژگان مشترک و تشابه آوایی بین زبان اهالی این منطقه با زبان‌های اروپایی وجود دارد و در این خصوص بیشتر تحقیق کردند. در نتیجه اعلام کردند که سانسکریت زبانی کهن و خواهر زبان‌های آرین است.
بعدها معلوم شد که واژگانی از این زبان در همهٔ زبان‌های شبه‌قاره وجود دارد و با زبان پارسی باستان مشابهت‌هایی وجود دارد؛ مثلاً واژگانی مانند:
آواز - خاکی - خیمه -دروازه - درست - درگاه - دربار - دستور - دل - دلیر- پنج اب - روز - روزنامه - رهنامه - روغن - زور - سرخ - شاه - پادشاه - شکر - شمشیر- کمر- بازو- شوروا- صوفی - درویش - جشن - فرمان - فرار- گرم - میر - مهربان - ناودان - نماز (نمزته) - نمک - نیک - واپس - جوان- آهو - ابرو - استر - انبه - بازو (بهو) -ایزد- بور - بهره - پاره - پا - لنگ - پنج - پند - تار - جمشید- خاموش - چهار - چرم - چلو - داس - دختر - خوب - رام - رنگ - دیبا - دود (عود) -زار- ستون - شترنگ - شرتا (باد)- سومه نات- شالی - طاووس - فلفل- کافور - کر - کف - گاری - گرگ - لیمو - ماهی - مرد - زن - مزد - مست - نه - مه - به به (بهجه) ماست - ماه - میدان - میان - میز - نارگیل - ناو - نیلوفر - هزار - نمد - هفت - هشت - هسته - یاسمن/جاسمین/- یوغ/یوگ -، تارا (ستاره)- مهرو… با اختلافاتی در آوا، در بیشتر زبان‌ها وجود دارد. در هند زبان سانسکریت بیشتر به خط برهمی نوشته می‌شد، اما امروزه زبان سانسکریت به خط دیواناگری نوشته می‌شود که خط رسمی زبان هندی است.
دولت هند اخیراً توجه مهمی به رسمی کردن این زبان در تمام هندوستان نشان داده است.
البته این توجه دولت ناریندرا مودی و خانم اسمرتی ایرانی وزیر علوم و منابع انسانی با واکنش‌های منفی نیز روبرو شده است.

## مکان زبان مادری
در روستاها و مکان‌های زیر زبان مادری مردم سانسکریت است:
1. Mattur in کارناتاکا[۳]
2. Mohad, District: Narasinhpur, Madhya Pradesh
3. Jhiri, District: Rajgadh, مادایا پرادش[۴]
4. Kaperan, District: Bundi, Rajasthan
5. Khada, District: Banswada, Rajasthan
6. Ganoda, District: Banswada, راجستان[۵]
7. Bawali, District: Bagapat, Uttar Pradesh
8. Shyamsundarpur, District: Kendujhar, اوریسا[۶]

- * عددها در سانسکریت ار ۱ تا ۱۰

1. éka- اِکا
2. dva- دوا
3. tri- تری‌یِنی
4. catúr- چاتور
5. páñcan- پانچان
6. ṣáṣ- سس
7. saptán- سبتان
8. aṣṭá- اَشتا
9. návan- نَوَن
10. dáśan- دَشَن

## زبان سانسکریت در عصر جدید
سانسکریت ۱۴هزار گویش‌ور دارد.

#### نیایش‌ها و مراسم
سانسکریت زبان مقدس سنت‌های متفاوت هندو، بودایی و جین است. و هنگام عبادت در معبد‌های هندو بودیسم نوار و مهایانا و بودیسم تبتی مورد استفاده قرار می‌گیرد.

#### ادبیات و هنر
از استقلال هند در ۱۹۴۷ میلادی بیش از ۳٬۰۰۰ اثر چاپ شده است. آکادمی ساهیتیا از سال ۱۹۶۷ هر سال یک جایزه به خلاقانه‌ترین اثر سانسکریت اهدا کرده است.

#### رسانه
از ۱۹۴۷ یک برنامه رادیوی ملی به نام رادیوی همه هند پخش می‌شود. کانال تلویزیون ملی دی دی ساعت ۶:۵۵ خبر روزانه به سانسکریت پخش می‌کند. این برنامه‌ها از طریق اینترنت هم در دسترس هستند.

#### مدارس و وضعیت معاصر
ساسکریت از زمان‌های باستانی در هند در مدارس تدریس می‌شده است. نخستین دانشگاه سانسکریت دانشگاه سانسکریت سامپورنانند در ۱۷۹۱ بود که در شهر واراناسی تأسیس شده بود. سانسکریت در هند ۵۰۰۰ مدرسه سنتی و ۱۴۰۰۰ مدرسه عادی دارد.

##### در غرب
دانشگاه سنت جیمز جونیور در لندن سانسکریت را به عنوان برنامه درسی خود دارد.